# Sorcellerie, Magie et Messes noires
Pour plus de détails, voir Fiche technique et Distribution.
Sorcellerie, Magie et Messes noires (Angeli bianchi... angeli neri) est un film documentaire mondo italien réalisé par Luigi Scattini et sorti en 1969.

## Synopsis
Le documentaire retrace de nombreux épisodes ésotériques. Tout au long du film, des messes noires, des cérémonies d'initiation, des cultes tribaux, des sabbats et des phénomènes parapsychologiques sont filmés. Certaines séquences montrent Anton LaVey exerçant des rites sataniques.

## Fiche technique
- Titre français : Sorcellerie, Magie et Messes noires[1]
- Titre original italien : Angeli bianchi... angeli neri[2]
- Réalisation : Luigi Scattini
- Scénario : Alberto Bevilacqua, Luigi Scattini
- Photographie : Claudio Racca
- Montage : Luigi Scattini
- Musique : Piero Umiliani
- Production : Mario Bregni, Pietro Bregni
- Société de production : Produzioni Atlas Consorziate, Caravel (it)
- Pays de production :  Italie
- Langue originale : italien
- Format : couleurs - 1,85:1
- Genre : mondo
- Durée : 95 minutes
- Date de sortie :
  - Italie : 22 septembre 1969
  - France : 18 février 1970

## Distribution
- Enrico Maria Salerno : narrateur
- Anton LaVey
- Alex Sanders

## Production
Scattini raconte : « Je voulais continuer dans le style documentaire, parce que j'étais né documentariste et que c'était ce que je voulais faire de ma vie. J'ai donc décidé de continuer à faire ce type de film, mais dans un domaine complètement nouveau et alors totalement inédit : celui de la magie, de la parapsychologie, mais surtout de la magie exercée dans les pays civilisés ». Le texte original, raconté par Enrico Maria Salerno, a été édité par le scénariste Alberto Bevilacqua.
C'est l'un des premiers films italiens à traiter de sujets ésotériques.

## Bande originale
L'édition musicale a été composée par le maestro Piero Umiliani. La bande originale a été pressée sur vinyle et a été rééditée, dans une version restaurée, par le label Schema Records.
Il s'agit d'un album qui contamine principalement la samba avec quelques morceaux influencés par des tonalités de bossa nova.
La partie vocale a été confiée à la chanteuse d'opéra Edda Dell'Orso, célèbre pour ses collaborations avec le lauréat de l'Oscar Ennio Morricone.
À propos de la bande originale, le réalisateur Scattini a déclaré dans une interview : « Je pense que c'est absolument l'une des plus belles musiques écrites par Piero Umiliani ».

## Accueil critique
Le critique Paolo Mereghetti, dans son dictionnaire du même nom, évalue négativement l'œuvre, soulignant que l'auteur « oscille entre moralisme mesquin et moquerie dans le style de Gualtiero Jacopetti ».